# Número complexo hiperbólico
Na matemática, os números complexos hiperbólicos são uma extensão bidimensional dos números reais definidos de forma análoga aos números complexos. A diferença geométrica principal entre os dois é que enquanto a multiplicação de números complexos respeita a norma euclidiana (quadrada) padrão (x2 + y2) em R2, a multiplicação de números complexos hiperbólicos respeita a norma (quadrada) de Minkowski (x2 − y²).
Algebricamente os números complexos hiperbólicos têm a propriedade interessante, ausente nos números complexos, de ter idempotentes. Além disso, a coleção de todos os números complexos hiperbólicos não dá forma a um corpo, mas, em vez disso, essa estrutura está  na mais larga categoria de anéis.

## Definição
Um número complexo hiperbólico é um número na forma:
{\displaystyle z=x+hy\,\!}
onde x e y são números reais e a quantidade h satisfaz:
{\displaystyle h^{2}=+1\,\!}
Escolhendo h2 = − 1 resulta nos números complexos. É esta mudança do sinal que distingue os números complexos hiperbólicos dos complexos. A quantidade h aqui não é um número real mas uma quantidade independente; isto é, não é igual a ± 1.
A coleção de todo z é chamado de plano complexo hiperbólico. A adição e a multiplicação de números complexos hiperbólicos são definidas por:
{\displaystyle (x+hy)+(u+hv)=\,\!} {\displaystyle (x+u)+h(y+v)\,\!}
{\displaystyle (x+hy)(u+hv)=\,\!} {\displaystyle (xu+yv)+h(xv+yu)\,\!}.
Essa multiplicação é comutativa, associativa e distribuitiva em relação à adição.

## Conjugado, norma e produto interno
Exatamente como para aos números complexos, pode-se definir a noção de conjugado de um número complexo hiperbólico. Se
{\displaystyle z=x+hy\,\!}
o conjugado de z é definido como
{\displaystyle {\overline {z}}=x-hy\,\!}
O conjugado satisfaz a propriedades similares às do conjugado do número complexo usual. A saber,
{\displaystyle {\overline {(z+w)}}=\,\!} {\displaystyle {\overline {z}}+{\overline {w}}\,\!}
{\displaystyle {\overline {(zw)}}=\,\!} {\displaystyle {\overline {z}}{\overline {w}}\,\!}
{\displaystyle {\overline {({\overline {z}})}}=\,\!} {\displaystyle z\,\!}
Essas três propriedades implicam que o conjugado número complexo hiperbólico é um automorfismo de ordem 2. A forma quadrática de um número complexo hiperbólico z = x + hy é dada por:
{\displaystyle |z|\,\!} {\displaystyle =z{\overline {z}}=\,\!} {\displaystyle {\overline {z}}z=\,\!} {\displaystyle x^{2}-y^{2}\,\!}.
Há uma propriedade importante que está preservado pela multiplicação complexa hiperbólica:
{\displaystyle |zw|=|z||w|\,\!}
Entretanto, essa forma quadrática não é positiva-definitiva mas tem ,em vez disso, a assinatura (1.1), então ela não é uma norma.

## Aplicação
Os números complexos hiperbólicos são a linguagem natural para tratar da Relatividade Especial em duas dimensões; os divisores de zero representam o cone de luz da relatividade.